# Alexandra (hrabina Frederiksborgu)
Aleksandra, hrabina Frederiksborgu (ur. 30 czerwca 1964 w Hongkongu) – była członkini Duńskiej Rodziny Królewskiej, pierwsza żona księcia Danii Joachima.

## Młodość
Aleksandra Krystyna Manley urodziła się 30 czerwca 1964 roku w Hongkongu. Jest córką biznesmena Richarda Nigela Manleya, GC (ur. 1924 w Szanghaju) i Christy Marii Manley (z domu Novotny, ur. 1933 w Austrii). Ze strony ojca ma angielskie i chińskie korzenie, ze strony matki austriackie. Aleksandra została ochrzczona w Katedrze Św. Jana w Hongkongu w obrządku anglikańskim.
Podstawowe wykształcenie odebrała w Hongkongu, uczęszczając kolejno do szkół: Quarry Bay Junior School (w latach 1969–1971), Glenealy Junior School (1971–1974) oraz Island School (1974–1982). W latach 1983–1990 studiowała ekonomię na uniwersytetach w Japonii, Austrii i Wielkiej Brytanii, którą ukończyła z oceną celującą.
Aleksandra początkowo pracowała jako makler giełdowy w bankach Citibank i Jardine Fleming w Hongkongu. W 1990 roku rozpoczęła pracę w Dziale Sprzedaży i Marketingu spółki inwestycyjnej GT Management Limited, której dyrektorem została w 1993 roku. Na stanowisku pracowała do 1995 roku.

## Pierwsze małżeństwo
W 1994 roku Aleksandra poznała księcia Danii Joachima, odbywającego praktykę w azjatyckim oddziale duńskiej spółki armatorskiej Maersk. Para zaręczyła się w trakcie wakacji na Filipinach jesienią 1994 roku, jednak zaręczyny zostały oficjalnie ogłoszone w maju 1995 roku. Aleksandra otrzymała pierścionek zaręczynowy, składający się z rubinów i diamentów.
18 listopada 1995 roku w kaplicy zamku Frederiksborg w Hillerød Aleksandra Manley poślubiła księcia Danii Joachima, syna królowej Danii Małgorzaty II. W związku z tym zrzekła się brytyjskiego obywatelstwa, przystąpiła do Kościoła ewangelicko-luterańskiego (wcześniej wyznawała anglikanizm) oraz porzuciła karierę zawodową. Przez krótki czas rozpatrywano możliwość jej dalszej kariery, jednak dwór stanowczo się temu sprzeciwił. Para zamieszkała w pałacu Schackenborg w południowej Jutlandii.
Aleksandra i Joachim mają dwóch synów:
- Mikołaj Wilhelm Aleksander Fryderyk (ur. 28 sierpnia 1999),
- Feliks Henryk Waldemar Christian (ur. 22 lipca 2002).

Para oficjalnie wyraziła wolę rozwodu 16 września 2004 roku. Po półrocznej, przewidzianej prawem, separacji Aleksandra i Joachim uzyskali rozwód 8 kwietnia 2005 roku.

## Obowiązki oficjalne
Ze względu na nieliczność Duńskiej Rodziny Królewskiej, natychmiast po ślubie Aleksandra zaczęła pełnić funkcje reprezentacyjne. Księżna zyskała sobie popularność przede wszystkim szybkim opanowaniem języka duńskiego, na którego naukę poświęcała dziennie trzy godziny, a także dzięki swej działalności charytatywnej. Z tego powodu nazywana była „Dianą Północy”, w odniesieniu do byłej członkini brytyjskiej rodziny królewskiej, Diany, księżnej Walii, filantropki i działaczki społecznej. Popularności przysporzyli Aleksandrze również jej synowie, urodzeni kolejno w latach 1999 i 2002.
14 maja 2004 roku, Księżna Aleksandra uczestniczyła w ślubie następcy tronu, Fryderyka z Australijką Mary Elizabeth Donaldson w Katedrze Najświętszej Marii Panny w Kopenhadze.

## Drugie małżeństwo
3 marca 2007 roku Aleksandra ponownie wyszła za mąż za Martina Jørgensena, urodzonego 2 marca 1978 roku w Valby, pracującego na dworze królewskim jako fotograf. W ślubie uczestniczyli obydwaj synowie księżnej.
W obliczu ponownego ślubu, Aleksandra utraciła predykat Jej Wysokości oraz tytuł księżnej Danii, pozostawiono jej natomiast tytuł hrabiny Frederiksborg, przyznany przez Małgorzatę II 30 czerwca 2005 roku, oraz dodano stylizację należną hrabinie Jej Ekscelencji. Odtąd Aleksandra zwana jest Jej Ekscelencją Aleksandrą Krystyną, hrabiną Frederiksborgu.
Para nie ma wspólnych dzieci.

## Obecnie
Hrabina sprawuje obecnie patronat nad 14 organizacjami charytatywnymi oraz instytucjami publicznymi. Należą do nich, m.in. Muzeum Sztuki Nowoczesnej, Duńskie Stowarzyszenie Niewidomych, Duński oddział UNICEFu, ZOO w Odense, a także Duński Narodowy Chór Dziewczęcy.
Aleksandra mówi biegle po angielsku, niemiecku, francusku i duńsku. Jej obecną rezydencją jest Østerbro w Kopenhadze.
Hrabina Aleksandra i książę Joachim wspólnie sprawują opiekę nad synami.

## Odznaczenia
- Order Słonia (1995)[5]
- Medal Pamiątkowy 25-lecia Panowania Królowej Małgorzaty II (1997)[6]
- Medal Wspomnieniowy 100-lecia od Narodzin Króla Fryderyka IX (1999[6])
- Medal Wspomnieniowy Królowej Ingrid (2001)[6]
- Krzyż Wielki Orderu Gwiazdy (Rumunia)[7]
- Krzyż Wielki Orderu Białej Róży (Finlandia)[6]
- Krzyż Wielki Orderu Zasługi Adolfa de Nassau (Luksemburg)[6]

## Tytuły

### Język polski
- 30 czerwca 1964 – 18 listopada 1995: Panna Aleksandra Krystyna Manley
- 18 listopada 1995 – 8 kwietnia 2005: Jej Królewska Wysokość Księżniczka Aleksandra z Danii
- 8 kwietnia 2005 – 30 czerwca 2005: Jej Wysokość Księżniczka Aleksandra z Danii
- 30 czerwca 2005 – 3 marca 2007: Jej Wysokość Księżniczka Aleksandra z Danii, hrabina Frederiksborgu
- 3 marca 2007 – obecnie: Jej Ekscelencja Aleksandra, hrabina Frederiksborgu

### Język duński
- 30 czerwca 1964 – 18 listopada 1995: Frøken Alexandra Christina Manley
- 18 listopada 1995 – 8 kwietnia 2005: Hendes Kongelige Højhed Prinsesse Alexandra af Danmark
- 8 kwietnia 2005 – 30 czerwca 2005: Hendes Højhed Prinsesse Alexandra af Danmark
- 30 czerwca 2005 – 3 marca 2007: Hendes Højhed Prinsesse Alexandra af Danmark, grevinde af Frederiksborg
- 3 marca 2007 – obecnie: Hendes Excellence Alexandra, grevinde af Frederiksborg